# Chambre de commerce et d'industrie des Vosges
La chambre de commerce et d'industrie des Vosges est la CCI du département des Vosges. Son siège est à Épinal au 10, rue Claude Gelée. Elle a une antenne à Saint-Dié.

## Missions
C'est un organisme consulaire chargé de représenter les intérêts des quelque 13 500 entreprises commerciales, industrielles et de service des Vosges et de leur apporter certains services. C'est un établissement public qui gère en outre des équipements au profit de ces entreprises.
Comme toutes les CCI, elle est placée sous la double tutelle du Ministère de l'Industrie et du Ministère des PME, du Commerce et de l'Artisanat.
Elle est présidée depuis le 27 juin 2011 par Gérard Claudel.

### Service aux entreprises
- Centre de formalités des entreprises
- Assistance technique au commerce
- Assistance technique à l'industrie
- Assistance technique aux entreprises de services
- Point A (apprentissage)

### Gestion d'équipements
- Aéroport d'Épinal-Mirecourt ;
- VIE (25 logements locatifs).

### Centres de formation
- Institut de Formation des Entreprises Vosgiennes (IFEV) à Epinal ;
- Institut de Promotion Commerciale (IPC-Negoventis) ;
- Centre de Formation d'Apprentis (CFA) à Sainte-Marguerite ;
- Centre Interinstitutionnel de Bilan de Compétences (CIBC) ;
- Institut de Promotion de la Montagne (IPM) à Gérardmer.

## Historique
- 13 décembre 1866 : L'Empereur Napoléon III signe le décret créant la chambre de commerce des Vosges avec le siège à Epinal
- 8 janvier 1910 : Le Président Fallières signe le décret créant la chambre de commerce de Saint-Dié.
- 28 janvier 2002 : Les bureaux des CCI d'Epinal et de Saint-Dié sont d'accord pour la création d'une CCI des Vosges.
- 30 juillet 2003 : Parution du décret 2003-70 sur la création de la chambre de commerce et d'industrie des Vosges.
- 5 janvier 2004 : Installation solennelle de chambre de commerce et d'industrie des Vosges.
- 2018 : La CCI s'inscrit dans la dynamique de l'incubateur d'entreprises Quai Alpha à Épinal.

## Pour approfondir